# Championnat du Bénin de football 2014-2015
Navigation
Édition précédente Édition suivante
La saison 2014-2015 du Championnat du Bénin de football est la trente-sixième édition de la Ligue 1, le championnat national de première division au Bénin. Les quatorze équipes engagées sont regroupées au sein d'une poule unique où elles s'affrontent à deux reprises, à domicile et à l'extérieur. En fin de saison, les trois derniers du classement sont relégués et remplacés par les trois meilleurs clubs de deuxième division.
Le championnat est interrompu à l'issue de la dixième journée, à la fin du mois de mars 2015, à la suite des conflits entre les clubs, la fédération béninoise et le ministre des sports.

## Participants
- AS Dragons de l'Ouémé
- Mogas 90 FC
- Ayéma FC
- Panthères de Djougou
- AS Oussou Saka
- Avrankou omnisports
- AS Police
- Energie Sport FC
- JS Agonlin - Promu de Ligue 2
- ASPA Cotonou
- Tonnerre de Bohicon
- Buffles du Borgou
- USS Kraké
- Béké FC - Promu de Ligue 2

## Compétition

### Classement
Le classement est établi sur le barème de points suivant : victoire à 3 points, match nul à 1, défaite à 0.
| Rang | Équipe                | Pts | J  | G | N | P | Bp | Bc | Diff |
| ---- | --------------------- | --- | -- | - | - | - | -- | -- | ---- |
| 1    | Avrankou omnisports   | 19  | 10 | 5 | 4 | 1 | 14 | 8  | +6   |
| 2    | Tonnerre de Bohicon   | 18  | 10 | 5 | 3 | 2 | 12 | 6  | +6   |
| 3    | AS Police             | 18  | 10 | 4 | 6 | 0 | 7  | 2  | +5   |
| 4    | Béké FCP              | 17  | 10 | 5 | 2 | 3 | 10 | 6  | +4   |
| 5    | JS AgonlinP           | 17  | 10 | 5 | 2 | 3 | 10 | 7  | +3   |
| 6    | Energie FC            | 16  | 10 | 4 | 4 | 2 | 9  | 6  | +3   |
| 7    | AS Dragons de l'Ouémé | 15  | 10 | 4 | 3 | 3 | 12 | 11 | +1   |
| 8    | ASPA Cotonou          | 12  | 10 | 3 | 3 | 4 | 6  | 8  | -2   |
| 9    | Buffles du BorgouT    | 11  | 9  | 2 | 5 | 2 | 9  | 7  | +2   |
| 10   | USS Kraké             | 9   | 9  | 2 | 3 | 4 | 7  | 11 | -4   |
| 11   | Panthères de Djougou  | 9   | 10 | 2 | 3 | 5 | 7  | 12 | -5   |
| 12   | Mogas 90 FC           | 8   | 10 | 1 | 5 | 4 | 8  | 11 | -3   |
| 13   | Ayéma FCP -3          | 5   | 10 | 2 | 2 | 6 | 3  | 12 | -9   |
| 14   | AS Oussou Saka        | 3   | 10 | 0 | 3 | 7 | 2  | 12 | -10  |

|  | T : Tenant du titre P : Promu de Ligue 2 |

- Ayéma FC reçoit une pénalité de 3 points pour un défaut de licences lors de la rencontre face au Tonnerre de Bohicon.

## Bilan de la saison
| Championnat du Bénin de football 2014-2015 |                          |
| Champion                                   | Compétition non terminée |
| Qualifications continentales               |                          |
| Ligue des champions de la CAF 2016         | Aucun                    |
| Coupe de la confédération 2016             | Aucun                    |
| Promotions et relégations                  |                          |
| Promus en Ligue 1                          | Aucun                    |
| Relégués en Ligue 2                        | Aucun                    |